# Йоан Аин
Йоан Аин или в превод Йоан Трезвен (на гръцки: Ιωάννης Άοινος) е византийски духовник, охридски архиепископ от 1078 до след 1084 година.

## Биография
Сведенията за Йоан Аин са оскъдни. Преди да заеме архиепископския трон в Охрид, той е игумен на манастир, наречен Ариция. Съществуват предположения, че този манастир се е намирал при днешното село Арчар, Видинско, което през античността и средновековието е важен градски център. Йоан Аин е назначен на охридската катедра от император Никифор III Вотаниат след смъртта на архиепископ Йоан Лампин през 1078 година. Не е сигурно кога напуска архиепископския пост, но това вероятно става след 1084 година. Датата на смъртта му също е неизвестна.